# Axiomă
Axiomele sunt propoziții prime ale unui sistem deductiv, de exemplu ale sistemului deductiv al geometriei, admise fără demonstrație.
Cuvântul axiomă este un cuvânt provenit din limba greacă veche, în care αξιωμα (axioma) înseamnă „care este socotit demn sau convenabil” sau „care este considerat evident prin sine însuși/de la sine”, „opinie”, „teză admisă”. 
Inițial, axiomele erau propoziții (enunțuri) al căror adevăr era socotit evident, observabil în practică. Pentru unii filosofi greci din Antichitate, reprezenta o afirmație considerată ca fiind evidentă, și care nu mai trebuia dovedită. Cuvântul provine din verbul αξιοειν (axioein), care înseamnă „a considera demn”, care, la rândul său, provine din αξιοσ (axios), care înseamnă „demn”.
Sensul inițial al acestui cuvânt era „a gândi corect” sau „a gândi potrivit unei situații anume”. Denumirea a fost folosită mai întâi de către pitagoricieni (secolele VI–V î. Hr.).
Exemple de axiome se întâlnesc în mai multe ramuri ale matematicii: geometrie (axiomele lui Euclid, Hilbert, Birkhoff, etc.), teoria numerelor (axiomele lui Peano), teoria mulțimilor, teoria probabilităților (axiomele lui Kolmogorov) etc.

## Situația actuală
O dată cu evoluția științelor, termenul „axiomă” a încetat să mai evoce ideea de adevăr evident din punct de vedere intuitiv, devenind o „propoziție”, care împreună cu alte propoziții fixate ale unui sistem axiomatic, permite deducerea teoremelor unei anumite teorii.
Astăzi se acceptă în general următoarele interpretări ale noțiunii de axiomă:
- O propoziție (regulă, lege, principiu ori maximă) care este general acceptat/acceptată, fie datorită valorii conținute în formularea sa, merit intrinsec al conținutului său, fie datorită evidenței sale necondiționate. Astfel, în viziunea unor gânditori precum Francisc Bacon și Immanuel Kant, se pot detașa vizibile nuanțe de interpretare:
  - În viziunea lui Bacon, axioma este o regulă empirică și/sau o generalizare bazată pe experiență.
  - În viziunea lui Kant, axioma este o propoziție intermediară sintetică (în sensul de a fi sinteza mai multor opinii), ce trebuie să fie considerată a priori discursului referitor la o anumită temă.
- În sens mult mai larg științific, axioma este o „afirmație de sine stătătoare referitoare la termeni inițiali sau la concepte de bază ce constituie noțiuni primitive, ce nu sunt și/sau nu pot fi definibili/definibile”.

## Exemple de axiome
- Axioma alegerii
- Axioma dreptei
- Axioma lui Euclid
- Axiomele lui Kolmogorov
- Axiomele probabilității